# Oussama El Azhari
Oussama El Azhari (Casablanca, 9 de abril de 1999) é um jogador de vôlei de praia marroquino, com marca de alcance de 330 cm no ataque e 315 cm no bloqueio que também defendeu as categorias de base da seleção marroquina em mundiais de vôlei indoor. Conquistou o título da Continental Cup CAVB Final de 2021.

## Carreira
Em 2017 integrou a seleção marroquina na equipe de vôlei indoor que disputou o Campeonato Mundial nas cidades de Brno e České Budějovice finalizando na décima sexta posição., época que estava vinculado ao FAR Rabat.
Em 2019 já no vôlei de praia competiu no circuito marroquino ao lado de Soufiane El Gharout obtendo vice-campeonato nas etapas de Agadir, Rabat, Salé, Casablanca, El Jadida, Larache e Safim. E disputou na edição do Mundial  de 2019 ao lado Ilyas Rhouni Lazaar  em Udon Thani, alcançando a vigésima quina posição
Em 2021 ao lado de Soufiane El Gharout conquistou o título da segunda fase da Continental Cup CABV e também da fase final (Finals).Também atuou pelo clube húngaro do Fino Kaposvar.

## Títulos e resultados
- Finals Continental Cup CAVB de Vôlei de Praia:2021
- Circuito Marroquino de Vôlei de Praia:2019